# Val-de-Comporté
Val-de-Comporté község Franciaország Új-Aquitania régiójában, Vienne megyében. Új községként 2024. január 1-jén jött létre Saint-Macoux és Saint-Saviol korábbi község egyesítésével. Lakosainak száma 1007 fő (2022. január 1.).

## Népesség
| 2021 | 1 014 |
| 2022 | 1 007 |